# 有理根定理
有理根定理（ゆうりこんていり、英: rational root theorem）は整数係数の代数方程式
{\displaystyle a_{n}x^{n}+a_{n-1}x^{n-1}+\cdots +a_{0}=0}
の有理数の解に対する制約を述べた定理である。有理根定理は次のような言明である：
定数項 a0 および最高次の係数 an がゼロでないなら、有理数解 x = p/q を互いに素（最大公約数が 1）な整数 p, q で表したとき、p, q は以下の条件を満たす。
- p は a0 の約数
- q は an の約数

有理根定理は、多項式の因数分解に関するガウスの補題の特別な場合に当たる。また、最高次の係数 an が 1 であるとき成り立つ整数根定理 (integral root theorem) は、有理根定理の特別な場合である。

## 証明

### 直接的な証明
P(x) = anxn + an−1xn−1 + ... + a1x + a0 (a0, ..., an ∈ Z) なる多項式を考える。互いに素な p, q ∈ Z に対して P(p / q) = 0 を満たすことを仮定する：
(1) から定数項 a0 を右辺へ移項し、両辺に qn を掛けることで以下の方程式を得る。
p と括弧内の整数の積は −a0qn に等しく、従って p は a0qn を割り切れることが分かる。しかしながら、p と q は互いに素であり、ユークリッドの補題から同様に p と qn も互いに素であるため、p は残る因数 a0 を割り切ることが示される。
(1) から最高次の項 an(p/q)n を右辺へ移項し両辺に qn を掛けることで次の式を得る。
p と a0 の場合と同様の理由で、q は最高次の係数 an を割り切ることが示される。

### ガウスの補題による証明
多項式のすべての係数を割り切る非自明な約数がある場合、その多項式を係数の最大公約数で割った、ガウスの補題の意味での原始多項式が得られる。この原始多項式の有理根は元の多項式と同じであり、可約条件だけが強められる。
ガウスの補題によれば、ある多項式が有理係数の多項式 ℚ[X] で因数分解できるなら、整係数の多項式 ℤ[X] で因数分解することができ、原始多項式の積として表すことができる。
ℚ[X] の 1 次の多項式が有理根 p/q を持つとき、p, q は互いに素であるとして、その多項式の原始多項式は qx − p となる。
qx − p を因数とする整係数多項式 ℤ[X] について、最高次の係数は q で割り切れ、定数項は p で割り切れるので、有理根定理が得られた。
この事はより一般に、多項式 P の可約でない因数は整係数を持つことができ、その最高次の係数と定数項が、対応する P の係数を割り切れることを示す。

## 例
例として、方程式
{\displaystyle 3x^{3}-5x^{2}+5x-2=0\,\!}
のいずれの有理根も
{\displaystyle \pm {\tfrac {1,2}{1,3}}\,,}
に含まれなければならない。つまり、この方程式の根として可能なものは以下の 8 つである：
{\displaystyle 1,-1,2,-2,{\frac {1}{3}},-{\frac {1}{3}},{\frac {2}{3}},-{\frac {2}{3}}\,.}
これらの候補は例えばホーナー法によってテストすることができる。今回の場合、正しい有理根は 1 つだけある。根の候補が方程式を満たさないなら、それを使って残る候補のリストを短縮できる。例えば x = 1 は方程式を満たさず、方程式の左辺は 1 になる。
x = 1 + t という置き換えをすると定数項を 1 とし、t3 の係数は x3 の係数に等しい t の多項式が得られる。有理根定理を適用すれば、t として可能な根は
{\displaystyle t=\pm {\tfrac {1}{1,3}}}
となる。従って、元の方程式の根の候補は次の通りである。
{\displaystyle x=1+t=2,0,{\frac {4}{3}},{\frac {2}{3}}}
こうして得られた候補のリストと以前のリストを比較して、両者に存在しない候補は除外することができる。結局、候補のリストは x = 2, 2/3 に短縮される。
もし方程式の根の 1 つ r1 が発見されたなら、ホーナー法によって n − 1 次の多項式の根が得られる。これらの根は、r1 とともに、元の多項式の正確な根になっている。
また、いずれの候補も根でなかった場合、方程式は有理根を持たない。
定数項 a0 がゼロの方程式は有理根として 0 を持つ。